# موريتز هاينريخ رومبرغ
موريتز هاينريخ رومبرغ (بالألمانية: Moritz Heinrich Romberg)‏‏ (11 نوفمبر 1795 في ماينينغن - 16 يونيو 1873 في برلين) طبيب، وطبيب أعصاب من ألمانيا.